# 戴維斯冰隆
戴維斯冰隆'是南極洲的冰隆，位於瑪麗伯德地，處於梅奧峰東南面15公里的史密斯冰川終點附近，長7公里，美國地質調查局根據測量和美國海軍拍攝的空中照片繪入地圖，現時由南極條約體系管理。